# Albignasego
Albignasego (velenceiül Bignàzego) település Olaszországban, Veneto régióban, Padova megyében. Lakosainak száma 26 890 fő (2023. január 1.). Albignasego Abano Terme, Casalserugo, Maserà di Padova, Padova és Ponte San Nicolò községekkel határos.

## Népesség
A település népességének változása:
| Lakosok száma | 25 869 | 26 071 | 26 890 |
|               | 2017   | 2018   | 2023   |